# Adria Transport
Az Adria Transport egy szlovén magán-vasúttársaság, amelynek székhelye Koperben található. A vállalat vasúti áruszállítással foglalkozik a koperi kikötőből.

## Története
Az Adria Transportot 2005-ben alapította a Graz-Köflacher Bahn und Busbetrieb GmbH (GKB) és a koperi kikötőt (Luka Koper) üzemeltető társaság közös vállalkozásként; a jegyzett tőke 900 000 eurót tett ki. Az összes szükséges engedély megszerzése után Ausztriában és Szlovéniában az Intercontainer Austria (Rail Cargo Austria) versenytársaként 2008 augusztusában megkezdődött az operatív tevékenység.

## Járműpark
A gördülőállomány a következőket tartalmazza:
- három Siemens ES 64 U4-B (Taurus 3 1216 920-922, tulajdonos LTE Logistik- und Transport GmbH, Graz), valamint
- 2011 júliusa óta a Siemens Eurorunner (Hercules 2016 921, tulajdonosa LTE) dízel-villamos mozdonya, amely - egyéb előnyei mellett - nem igényli a Koper-Prešnica-Divača vonalon az áramellátást, így több vonat közlekedhet a vonalon. 2014 nyara óta a mozdonyok a vonalon közlekednek.
- 2014 nyara óta a 1822.001 és 004 sorozat két mozdonyát használják a Koper kikötőjéből a Cseh Köztársaságba tartó tehervonatok vontatására a Koper-Bécs vonalon, amelyek megfelelnek a Maribor-Spielfeld vonalon a 20 t tengelyterhelési korlátozásnak. Az 1822 003-as mozdony eddig pótalkatrészdonorként szolgált. Mindhárom mozdony üzembentartója a P&P Eisenbahntechnik GmbH, Raaba, üzembentartói kódja PPE.
- 2018. január 10-én a korábban a Siemens-től lízingelt 193 822-es mozdonyt eladták az Adria Transportnak (LTE fenntartó).

## Szolgáltatások
Az Adria Transport tehervonatokat továbbít Koper kikötőjéből a szárazföld belsejébe. Az első szállítmányok a Koperben kirakodott paraffint a Bécs–Schwechati nemzetközi repülőtérre szállították. Ez a szállítási szolgáltatás 2008 októberétől heti háromszor állt rendelkezésre, de 2010-ben ismét megszűnt, nem utolsósorban azért, mert a vulkánkitörés miatt csökkent a légi közlekedés iránti kereslet. A szlovén belföldi forgalom és a Koper és Arad között bevezetett összeköttetés csak részben tudta ellensúlyozni ezt a veszteséget. Alkalmanként egy másik járat is közlekedik Koperből Bécsen keresztül a Cseh Köztársaságba.
Luka Koper szerint az Adria Transport a Koper-Graz-Koper, valamint a Koper-Arad-Koper útvonalakat üzemelteti, mindkettőt az igényeknek megfelelően.